# Sia heu lupe

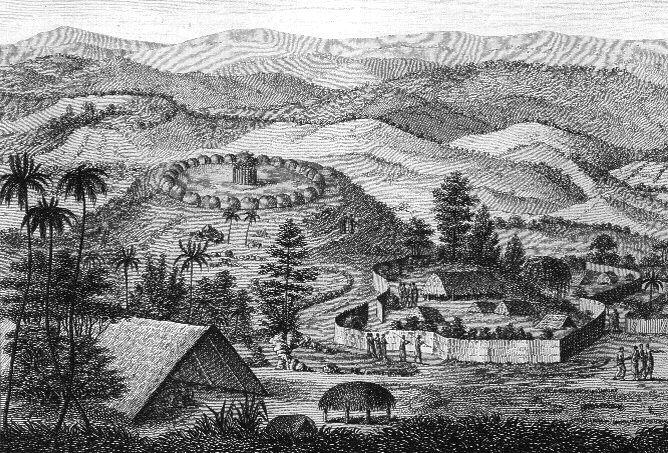
Butte de terre pour la chasse aux pigeons à Tongatapu, Tonga. Extrait d'une gravure de 1799

Un sia heu lupe est un monticule artificiel servant à la chasse au pigeon pratiquée par les chefs traditionnels tongiens. Ces monticules ont une forme circulaire avec un puits central et un mur de pierre.
L'un des rares sia heu lupe encore debout est actuellement menacé par un projet d'urbanisation.

## Référence et note
1. ↑  (en) « ABC Radio Australia », sur net.au (consulté le 29 septembre 2020).